# Сент-Олбанс
Сент-Олбанс (англ. St Albans, «святий Альбан») — місто у Великій Британії, Англія, Гартфордшир. Розташоване у південній частині графства, за 35,5 км на північ від Лондона на річці Вер. Виникло на основі абатства святого Альбана. Патрон — святий Альбан, перший англійський мученик. Населення — 129 тисяч жителів.

## Назва
- Сент-Олбанс (англ. St Albans, «святий Альбан») — сучасна назва.
- Верламі́он (англ. Verlamion) — назва колишнього кельтського міста.
- Верула́мій (лат. Verulamium) — римська назва міста у І—V ст., поблизу якого виник Сент-Олбанс.

## Історія
До І ст. н.е. на території Сент-Олбанса існувало поселення кельтського міста племені катувеллаунів Верламіон.
У І ст. на його основі постало римське місто Веруламій. 50 року воно отримало статус муніципії і латинські права, а згодом було підвищене до колонії у складі Римської Британії.
61 року Веруламій зруйновала Боудіка, правителька іценів, але невдовзі місто відновилося.
Близько 304 року в місті був страчений святий Альбан, римський патрицій, першомученик Англії. На місці мучеництва Албана король Оффа заснував бенедиктинське абатство Святого Альбана, одне з найбільших та знаменитих у середньовічній Англії.
Римське панування закінчилося в першій половині V ст. Згодом місто занепало, а поблизу його руїн виникло нове поселення при монастирі святого Альбана — сучасний Сент-Олбанс. 
В церкві святого Михайла розташований пам'ятник і могила відомого Френсіса Бекона, який мав титул барона Веруламського й віконта Сент-Олбанського.

## Міста-побратими
- Фано, Італія
- Ньїредьгаза, Угорщина
- Невер, Франція
- Оденсе, Данія
- Вормс, Німеччина
- Ньївлойсен, Нідерланди
- Сілет, Бангладеш